# Philae (sonda espacial)
Philae es el nombre del módulo de aterrizaje de la sonda espacial Rosetta, que el 12 de noviembre de 2014 se desprendió de la misma y descendió sobre el cometa 67P/Churiumov-Guerasimenko. Su descenso fue fallido ya que el sistema de gas a chorro que debía ser desplegado para evitar el rebote no funcionó, y tampoco se desplegaron los arpones de sus patas diseñados para un anclaje  al cometa.
La masa total del módulo es de aproximadamente de 110 kg, de los cuales los instrumentos científicos en total tienen una masa de aproximadamente 27 kg.
El nombre de la sonda se debe a la isla Philae, donde se encontró un obelisco que sirvió, junto con la piedra Rosetta, para poder avanzar enormemente en el descifrado de los jeroglíficos egipcios. La isla Agilkia -que da nombre a la zona del cometa fijado para el aterrizaje de la sonda- es donde están una serie de templos antes situados en la isla Philae.

## Objetivo
El objetivo de la sonda espacial Philae era aterrizar en la superficie de un cometa, fijarse en él y transmitir información sobre la composición del suelo. El sistema de cámaras a bordo de Philae, ÇIVA,  mandó algunas imágenes antes de que los instrumentos fueran apagados por falta de energía; El sistema ROMAP tomó medidas de la magnetósfera marciana. La mayoría de los demás instrumentos necesitan contacto con la superficie para analizar y están 'offline' durante el vuelo. Se estimó inicialmente que el tiempo de la misión sería de cuatro a cinco meses.
Los objetivos científicos de sus experimentos se centran en la composición elemental, isotópica, molecular y mineralógica del material cometario, la caracterización de las propiedades físicas del material superficial y subsuperficial, la estructura a gran escala y el entorno magnético y plasmático del núcleo. En particular, se adquirirán muestras de la superficie y subsuperficie que serán analizadas secuencialmente por un conjunto de instrumentos. Las mediciones se llevarán a cabo principalmente durante el descenso y a lo largo de los cinco días siguientes al aterrizaje.

## Descenso
El 20 de enero de 2014 despertó del modo de hibernación en el que había permanecido 31 meses para prepararse para el tramo final de su viaje. El 12 de noviembre de 2014, el módulo se desprendió de la sonda Rosetta para aterrizar en el punto seleccionado del cometa. Debido a que el módulo no posee propulsión propia ni sistemas de direccionamiento, la sonda Rosetta realizó una serie de complejos movimientos orbitales para finalmente ponerse en dirección de colisión con el cometa. En ese punto -estando a 22,5 km de la superficie- se desprendió Philae, y después Rosetta cambió su dirección para ponerse nuevamente en órbita. Philae realizó un lento descenso que duró aproximadamente 7 h.

## Aterrizaje y actividad
Philae llegó a la superficie del cometa 67P/Churyumov-Gerasimenko, aproximadamente a las 17 h (GMT) del 12 de noviembre de 2014  tras un descenso de siete horas.
Tras la maniobra de aterrizaje, los arpones de Philae no consiguieron anclarse a la superficie del cometa, lo cual provocó que saliese "rebotado" hasta situarse en otra zona (bautizada como Abydos) a algo más de un kilómetro de distancia de la zona inicial.
Este cambio en el lugar de aterrizaje, provocó que el módulo Philae no pudiese recargar sus baterías, al encontrarse en una zona con menor exposición a la luz solar, por lo que el módulo solo permaneció activo durante menos de dos días completos y para luego entrar en hibernación.
El 13 de junio de 2015, el módulo volvió a emitir señales; la Agencia Espacial Europea confirmó que se restableció el contacto al recibir la sonda Rosetta una señal durante 40 s, según informó el Centro Nacional de Estudios Espaciales de Francia. De esta manera el módulo recuperó su actividad tras un periodo de hibernación debido al agotamiento de sus baterías y su larga estancia en la sombra. Eso puede indicar que las baterías se reactivaron al exponerse al sol y que el aparato pudo resistir las condiciones climáticas y ambientales del cometa.

## Resultados científicos

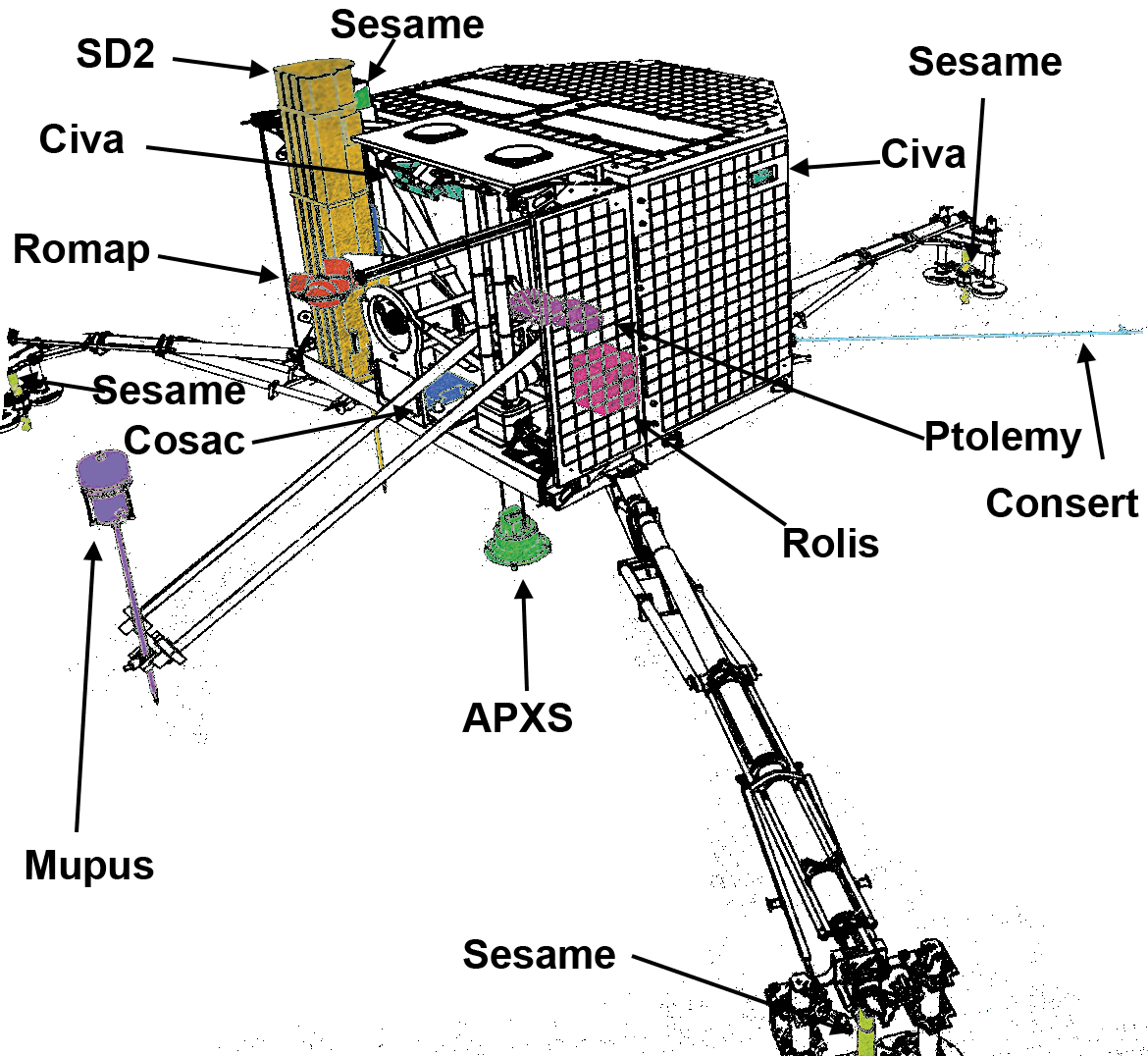
Móduleo de aterrizaje Philae

En julio de 2015, científicos del Centro Aeroespacial Alemán (DLR), presentaron en la revista Science los resultados de los estudios y hallazgos que confirman la presencia de compuestos orgánicos considerados precursores de la vida, que intervienen en la formación de aminoácidos esenciales o de bases nucleicas en la superficie del cometa.  En uno de estos estudios han participado investigadores españoles del Centro de Astrobiología perteneciente al Consejo Superior de Investigaciones Científicas (CSIC), quienes explican que el Cometary Sampling and Composition (COSAC), uno de los principales instrumentos del módulo Philae, determinó la existencia de material orgánico en el cometa 67P. Se encontraron, específicamente, 16 compuestos orgánicos, entre los que destacan acetamida, isocianato de metilo, propanal y acetona. Es la primera vez que se detectan estos compuestos en un cometa.

## Galería

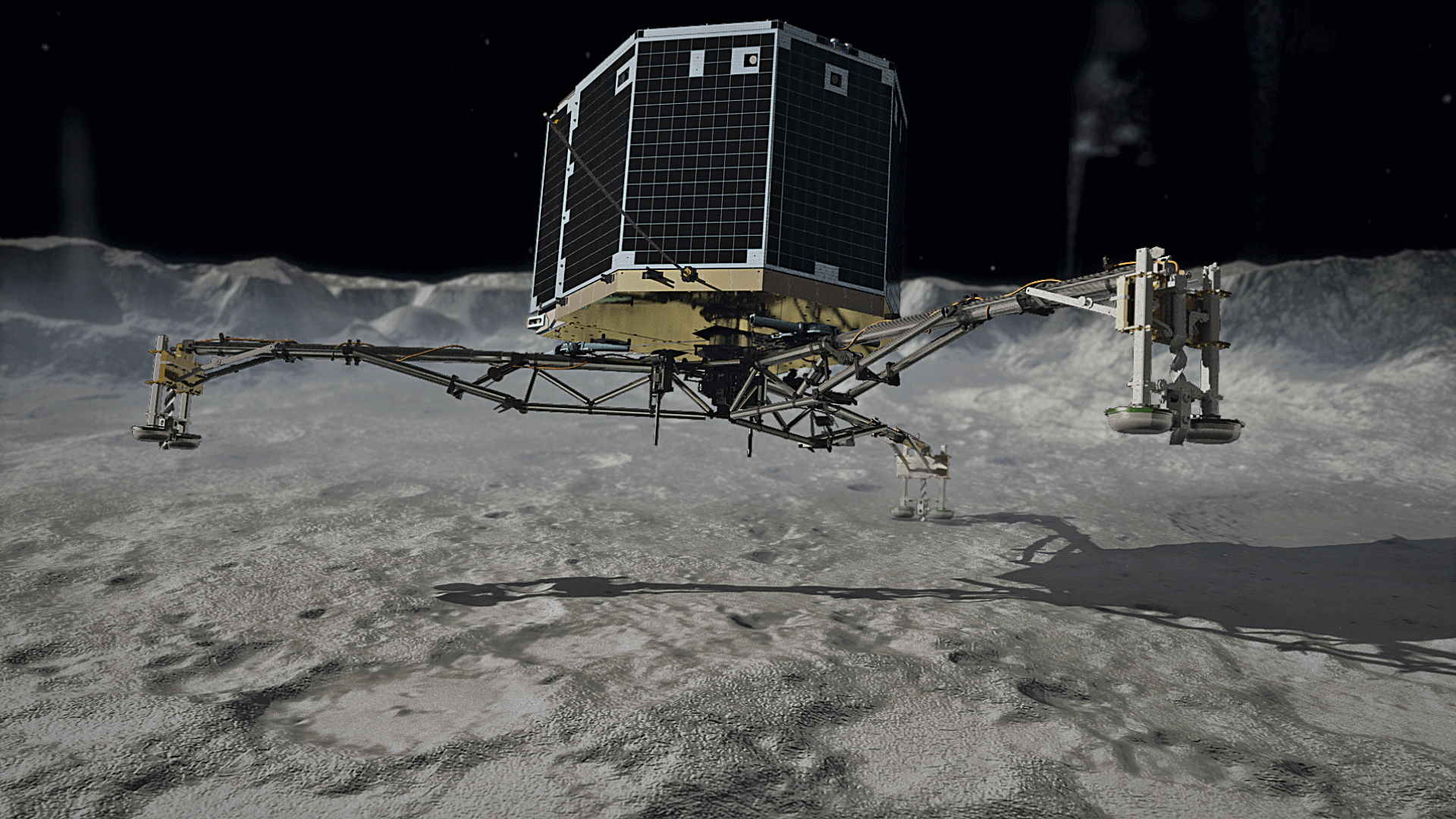
Representación del aterrizaje de Philae en el cometa. El aterrizaje real fue sobre una superficie mucho más escarpada.
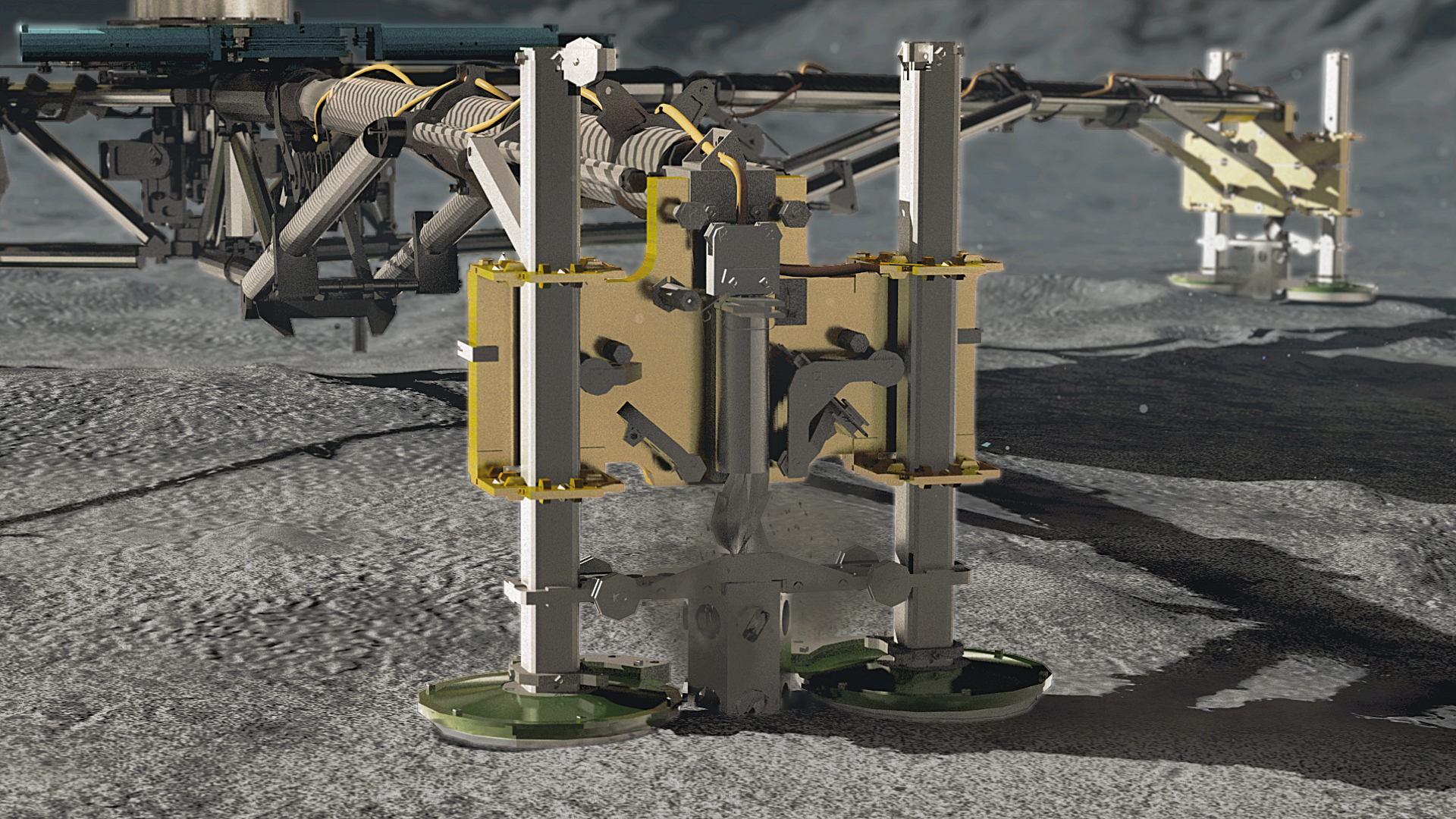
Uno de los sistemas de anclaje sobre la superficie de Philae. En el aterrizaje real no funcionó.